# Сагайский диалект
Сагайский диалект — разновидность хакасского языка, носителями которой являются хакасы, проживавшие ранее в основном в бассейне верхнего течения реки Абакан и его притоков: Аскиза и Таштыпа Республики Хакасия.
Носителями диалекта являются субэтнические группы — сагайцы (сағай), бельтыры и частично койбалы. Сагайский диалект наряду с качинским диалектом явился основой для создания хакасского литературного языка.
Сагайский диалект монографически описан А. И. Инкижековой-Грекул (кандидатская диссертация). В лингвистическом отношении сагайский диалект неоднороден: в нем выделяются несколько говоров:
- бельтырский;
- тёйский;
- есинский;
- аскизский.

Диалектную особенность представляет своеобразие артикуляции и позиционное употребления некоторых звуков, а также некоторых фонетических явлений, свойственных лишь сагайскому диалекту: более краткое произношение гласных, нечёткое произношение удвоенных согласных, отсутствие широких губных гласных в конечных слогах слова, нарушение гармонии гласных при наличии звука «и» долгого.